# Estación de Glacière
La estación de Glacière es una estación de la línea 6 del metro de París situada en el XIII distrito de la ciudad. 

## Historia
La estación fue abierta el 24 de abril de 1906 como parte de la línea 2 sur, una línea que poco después pasaría a ser la línea 5 y finalmente la 6. 
Situada en la calle Glacière, (glace es hielo en francés), la estación debe su nombre a una antigua zona donde se extraía hielo en invierno del río Bièvre para guardarlo en lugares preparados a tal fin, llamados glacière, para que se pudiera conservar durante el verano. 

## Descripción
Se compone de dos andenes laterales de 75 metros de longitud y de dos vías. En este punto, y en dirección Nation, la línea 6 mantiene de nuevo un trazado aéreo que ha reiniciado poco antes de la estación de Saint-Jacques.
A diferencia de esta última, Glacière se encuentra situada sobre un largo tramo de viaductos.  Toda la estación está resguardada por un clásico tejado en pico de dos vertientes cuyo tramo central, el situado sobre las vías, es transparente. Un entramado de vigas y columnas de acero apoyadas en las paredes de la estación sostienen toda la estructura. Las paredes, por su parte, están revestidas de azulejos blancos biselados. 
La iluminación corre a cargo del modelo new néons exterieur, una versión renovada de la iluminación antes empleada en las estaciones exteriores. Los puntos de luz, con forma de cilindro, se ubican bajo la viga principal que soporta el techo en cada andén. 
La señalización por su parte, usa la moderna tipografía Parisine donde el nombre de la estación aparece en letras blancas sobre un panel metálico de color azul. Por último, los asientos, son rojos, individualizados y de tipo Motte.